# Симбарио
Симба́рио (итал. Simbario) — коммуна в Италии, располагается в регионе Калабрия, подчиняется административному центру Вибо-Валентия.
Население составляет 1214 человек (на 2001 г.), плотность населения составляет 57 чел./км². Занимает площадь 19 км². Почтовый индекс — 89822. Телефонный код — 0963.
Покровителем населённого пункта считается Святой Рох (итал. San Rocco).
Соседние населённые пункты: Спадола, Кардинале, Пиццони, Сорианелло, Торре-Де-Руджеро, Валлелонга, Ваццано.